# 鈴木重輝
鈴木重輝（すずき しげき、1982年4月20日 - ）は日本の俳優。福島県出身。明治大学卒。2004年より劇団ひまわりに所属している。また、2008年からはNINAGAWA STUDIOにも所属している。
中央酪農会議が運営のCM 牛乳に相談だ。「ラブレター篇」で、石田未来と共演。

## 人物
- 身長 180 cm　 体重 68 kg　　血液型  A型 　　靴のサイズ 27.5 cm
- 特技 サッカー、水泳

## 主な出演作品

### CM
- 牛乳に相談だ。「ラブレター編」　中央酪農会議(2006年2月〜)
- JCBクレジットカード (日本) 「NANAバージョン」(2006年)

### 映画
- ヘレンケラーを知っていますか（2006）
- 恋空(2007)

### 舞台
- 95kgと97kgのあいだ(2008年、演出：蜷川幸雄)
- 表裏源内蛙合戦(2008年、演出：蜷川幸雄)
- 95kgと97kgのあいだ(再演、フェスティバル/トーキョー参加作品)(2009年、演出：蜷川幸雄)
- 血は立ったまま眠っている(2010年、演出：蜷川幸雄)

### テレビドラマ
- 花より男子(2005年、TBS系) -合コン相手役
- ごくせん(2005年、日本テレビ系) －3年C組卒業生代表役
- ハゲタカ(2006年、NHK) -スポーツキャスター役

### バラエティ
- こたえてちょーだい！(2006年、フジテレビ系)
- Dのゲキジョー(2007年、フジテレビ系) -織田哲郎役
- Dのゲキジョー(2007年、フジテレビ系) -加藤登紀子の友人役
- 美の巨人たち(2007年、NHK)-靉光役
- 特許ラプソディ「かき氷の微笑」(2007年、NHK) -刑事役
- 解体新ショー(2007年、NHK) -高校生役
- The M(2008年、日本テレビ系) -郷ひろみ役
- LEADER'S HOW TO BOOK 　ジョーシマサイト - ウェイバックマシン（2008年4月10日アーカイブ分）(2008年〜、テレビ朝日系) -ケンちゃん役

### PV
- シチズンビデオ「マイクロヒューマンテック」(2007年)